# Ait Izdeg
Ait Izdeg (en àrab أيت ازدك, Ayt Izdag; en amazic ⴰⵢⵜ ⵉⵣⴷⵉ) és una comuna rural de la província de Midelt, a la regió de Drâa-Tafilalet, al Marroc. Segons el cens de 2014 tenia una població total de 6.819 persones.